# 6 février 1974
Le mercredi 6 février 1974 est le 37e jour de l'année 1974.

## Naissances
- Élizabeth Tchoungui, journaliste franco-camerounaise
- Arthur Samuelson, joueur de rugby namibien
- Donny Crevels, pilote automobile néerlandais
- Ivica Dragutinović, footballeur serbe
- Jérôme Delaplanche, historien de l'art français
- Javier Navarro, footballeur espagnol
- Javier Payeras, poète, romancier, nouvelliste et essayiste guatémaltèque
- Jorge Aizkorreta, footballeur espagnol
- Joseph Dirand, architecte français
- Kader Attou, danseur, chorégraphe, acteur et directeur artistique
- Martial Poirson, critique littéraire français
- Olaf Lindenbergh, joueur de football néerlandais
- Safia Lebdi, femme politique française
- Serge Mimpo, joueur de football camerounais

## Événements
- Sortie du film franco-italien Nada
- Ouverture du parc national Los Médanos de Coro au Venezuela
- Sortie du film amériain Un silencieux au bout du canon
- Début de la diffusion de l'émission de télévision jeunesse québécoise Youhou
- Sortie du film de science-fiction américano-britanniquo-irlandais Zardoz